# 존 캘런
존 캘런(John Callen, 1946년 11월 4일 ~ )은 뉴질랜드의 배우이다. 《호빗 삼부작》에서 오인 역으로 잘 알려져 있다.

## 출연 작품
- 트웬티 원 포인츠 (2018)
- 호빗: 다섯 군대 전투 (2014)
- 호빗 : 스마우그의 폐허 (2013)
- 호빗 : 뜻밖의 여정 (2012)
- 러브 버즈 (2011)
- 보물섬 키드 2 (2006)
- 보물섬 키드 1 (2006)
- 레인보우 워리어 폭파 사건 (1992)